# Olga Kórbut
Olga Valentínovna Kórbut (en bielorruso: Во́льга Валянці́наўна Ко́рбут; en ruso: О́льга Валенти́новна Ко́рбут; Grodno, RSS de Bielorrusia, 16 de mayo de 1955) es una gimnasta bielorrusa que compitió con la Unión Soviética. Ganó tres medallas de oro y una de plata en los Juegos Olímpicos de Múnich 1972.
Korbut se retiró de la gimnasia en 1977 a la edad de 22 años, considerada joven para las gimnastas de la época, pero su influencia y legado en la gimnasia fueron de gran alcance. La actuación olímpica en 1972 de Korbut redefinió la gimnasia, ya que pasó de hacer hincapié en el ballet y la elegancia a la acrobacia, y la gimnasia dejó de ser un deporte de nicho para convertirse en uno de los más populares del mundo. Emigró a Estados Unidos en 1991, donde vive y entrena a gimnastas, y obtuvo la nacionalidad en 2000.

## Primeros años
Su familia vivía en Dubniaki (pequeña localidad cercana a Kalinkavichy). Tras la Segunda Guerra Mundial, se trasladaron a Grodno, donde, en 1955 nació Olga Valentínovna Kórbut, hija de Valentin y Valentina Korbut.
Comenzó a entrenar a los 8 años; a los 9 ingresó en una escuela deportiva bielorrusa dirigida por Renald Knysh. Allí, su primera entrenadora fue Elena Volchetskaya, medalla de oro en las Olimpiadas (1964), pero fue trasladada al grupo de Knysh un año después. Al principio la encontró "perezosa y caprichosa", pero vio potencial en su gran talento, su carisma, y la inusual flexibilidad de su columna vertebral. Con él aprendió un difícil salto mortal hacia atrás en la barra de equilibrios. Lo estrenó en una competición en la URSS en 1969: completó una voltereta hacia atrás en las barras asimétricas; el primer salto hacia atrás realizado por una mujer en las barras.
Terminó quinta en su primera competición en los campeonatos de la URSS de 1969, donde se le permitió competir siendo una niña de 14 años. Al año siguiente, ganó una medalla de oro en Salto de caballo. Debido a enfermedades y lesiones, no pudo competir en muchas de las competiciones previas a los Juegos Olímpicos de Múnich 1972.

## Inicios
Kórbut empezó las prácticas cuando tenía ocho años. A los once pasó a estar entrenada por Renald Knysh, un reconocido preparador que supo desarrollar sus cualidades y convertirla en una gran estrella. Ambos revolucionaron el deporte de la gimnasia, pues frente al tradicional énfasis en los elementos de ballet y las elegancia en las coreografías, su programa se basaba en explosivos saltos y piruetas de gran dificultad y riesgo, potenciando los aspectos atléticos sobre los artísticos.
En 1969, participó por vez primera en los campeonatos nacionales de la URSS, donde con sólo 15 años era la participante más joven, y acabó en quinta posición. Al año siguiente ganó una medalla de oro en salto en esos campeonatos.

## En las olimpiadas de Múnich
Tenía 17 años cuando compitió en los Juegos Olímpicos de Múnich 1972, su competición más importante, convirtiéndose en la verdadera estrella de la gimnasia. La competición por equipos, disputada en primer lugar, consolidó el reinado de la Unión Soviética por sextos Juegos Olímpicos consecutivos, y Kórbut causó sensación por su fantástico ejercicio en las barras asimétricas, para muchos el mejor ejercicio visto en unos juegos hasta ese momento.
Sin embargo, no fue la ganadora en el concurso individual, que se llevó su compatriota Liudmila Turíshcheva, y no obtuvo ninguna medalla en él. A la fama que Olga alcanzó en Múnich contribuyó el dramático desastre de ese día, cuando tras hacer excelentes ejercicios en salto y barra de equilibrios, durante su actuación en las barras asimétricas y ante millones de espectadores que lo veían por televisión, realizó tres graves fallos que la llevaron a la séptima posición. Las lágrimas de desesperación de la muchacha conmovieron al mundo. 
Al día siguiente, en las finales por aparatos, Kórbut ganó dos medallas de oro, una en la final de suelo y otra en la de barra de equilibrios, más una de plata en barras asimétricas, empatada con la alemana oriental Erika Zuchold. Así se convirtió en leyenda.
La siguiente competición importante fueron los campeonatos de Europa de 1973 celebrados en Londres donde volvió a finalizar segunda en el concurso individual, de nuevo tras Liudmila Turíshcheva. Ese año participó en una gira por Estados Unidos que congregó a gran cantidad de público para ver su exhibición de arriesgados ejercicios.

## Campeonatos posteriores
En los Campeonatos del Mundo de Varna, Bulgaria, en 1974 Olga ganó el oro por equipos con la Unión Soviética, y las medallas de plata en el concurso individual (tras Turíscheva) y en las finales de suelo y barra de equilibrios.
Su despedida de las grandes competiciones tuvo lugar en los Juegos Olímpicos de Montreal 1976. Pero allí las miradas ya no estaban puestas en ella, pues se estaba coronando a la nueva reina, la rumana Nadia Comaneci, que eclipsaría todo. En Montreal, la Unión Soviética volvió a vencer por equipos y Kórbut obtuvo otra medalla de plata en la barra de equilibrios.
Se retiró de la gimnasia en 1977, y ese año contrajo matrimonio con Leonid Bortkévich, miembro de un conocido grupo musical ruso llamado Pesniarý. Tuvieron un hijo, Richard, en 1979, aunque luego Olga y Leonid se divorciaron.

## Carisma e innovaciones
A nivel técnico los dos elementos más importantes que Olga Kórbut introdujo en la gimnasia artística se conocen como el Salto Kórbut, que es un salto mortal atrás sobre la barra de equilibrios, y el Flip Kórbut, que es una suelta en las barras asimétricas en la que la gimnasta se da la vuelta en el aire antes de volver a asirse a la barra. El Flip Kórbut fue vetado y no puede ser visto en la competición actual debido a su peligrosidad. Estos elementos en su momento causaron sensación.

## Tras su retirada de la gimnasia
Olga Kórbut fue entrenadora, y vive en Estados Unidos. En 1988, fue incluida en el International Gymnastics Hall of Fame.
En 1999, denunció supuestas agresiones sexuales y violaciones que sufrió a manos de su entrenador, Renald Knysh, que las negó. Korbut declaró: "La verdad era que muchas de las gimnastas no eran sólo máquinas de hacer deporte, sino esclavas sexuales de su entrenador. No éramos solo gimnastas en potencia, sino futuras concubinas para él". Más tarde, en 2018, Korbut apareció en un programa de televisión en el que volvió a hablar sobre varios incidentes en los que alegó que su entrenador la agredió sexualmente. A raíz de que ella hablara, otras gimnastas que habían entrenado a las órdenes de Knysh hablaron de incidentes similares.
En 2017, se publicó que vendió en una subasta sus medallas olímpicas y otros artículos relacionados con su etapa deportiva para poder comer, sin embargo Kórbut y su marido declararon que no se trató de una cuestión de supervivencia.

## Legado

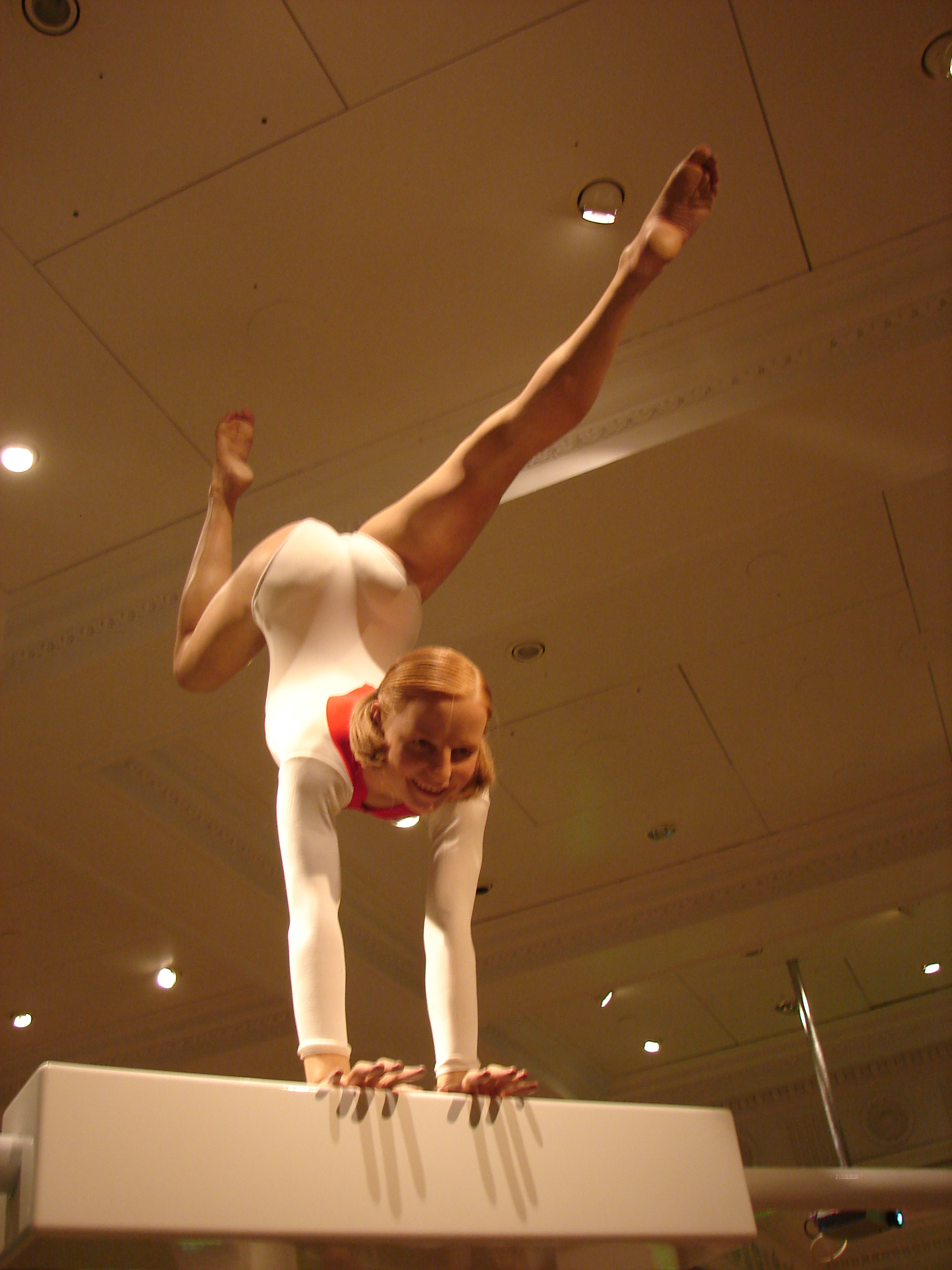
Una figura de cera de Korbut en el Madame Tussauds de Londres

Después de la competición olímpica de 1972, también se reunió con el presidente de los Estados Unidos Richard Nixon en la Casa Blanca. Luego, Korbut dijo: "Me dijo que mi actuación en Múnich hizo más por reducir la tensión política durante la Guerra Fría entre nuestros dos países que lo que pudieron hacer las embajadas en cinco años". Además de dar gran publicidad a la gimnasia en el mundo, contribuyó a un marcado cambio en el tenor del deporte. Antes de 1972, las atletas solían ser de mayor edad y la atención se centraba más en la elegancia que en las acrobacias. En la década posterior al debut olímpico de Korbut, el énfasis se invirtió.  Korbut, en su medalla de oro olímpica de 1972, con 4′ 11″ (1,5 m) y 82 libras (37,2 kg), ejemplificó la tendencia deliberada hacia mujeres más pequeñas en ese deporte.
Su logro olímpico de 1972 le valió el BBC Overseas Sports Personality of the Year y el ABC's Wide World of Sports título de Atleta del Año. En una encuesta realizada en el Reino Unido por Channel 4 en 2002, el público votó "Olga Korbut encanta al mundo" nº 46 en la lista de los 100 mejores momentos deportivos.
Con su despliegue de arte y gracia, Korbut, junto con Nadia Comăneci, aportó una popularidad sin precedentes a este deporte entre principios y mediados de la década de 1970, atributos que ahora se ven como un arte perdido en la gimnasia, en la que prima el atletismo.